# جیم کری
جیمز یوجین کری (انگلیسی: James Eugene Carrey؛ زادهٔ ۱۷ ژانویهٔ ۱۹۶۲) بازیگر و کمدین کانادایی-آمریکایی است. او برای سبک نقش‌آفرینی بزن‌بکوب و پرانرژی که ایفا کرده معروف است. کری نخستین بار در سال ۱۹۹۰، پس از مدتی بازی در مجموعهٔ تلویزیونی طنز آمریکایی رنگ‌های زنده (۱۹۹۰–۱۹۹۴)، شناخته شد. سپس برای ایفای نقش در فیلم‌های ایس ونچورا: کارآگاه حیوانات، ماسک و احمق و احمق‌تر (همه در ۱۹۹۴) به شهرت دست یافت. او سپس در ایس ونچورا: هنگامی که طبیعت فرا می‌خواند، بتمن برای همیشه (هردو در ۱۹۹۵) و دروغگو دروغگو (۱۹۹۷) ایفای نقش کرد.
کری در دههٔ ۲۰۰۰ برای بازی در چگونه گرینچ کریسمس را دزدید و کمدی من، خودم و آیرین (هردو در ۲۰۰۰) و علاوه بر این در بروس قادر مطلق (۲۰۰۳)، سرگذشت ناگوار، داستان‌های لمونی اسنیکت (۲۰۰۴)، شوخی با دیک و جین (۲۰۰۵)، مرد بله‌گو، هورتون صدایی می‌شنود (هردو در ۲۰۰۸) و سرود کریسمس (۲۰۰۹) به شناخت بیشتری دست یافت و مورد تحسین قرار گرفت. از دههٔ ۲۰۱۰ او در فیلم‌های پنگوئن‌های آقای پاپر (۲۰۱۱)، برت واندراستون باورنکردنی، کیک-اس ۲ (هردو در ۲۰۱۳)، احمق و احمق‌تر ۲ (۲۰۱۴) و در سیت‌کام ۳۰ راک (۲۰۱۲) ظاهر شد و نقش دکتر اگمن را در سونیک خارپشت (۲۰۲۰) و دنباله‌های ۲۰۲۲ و ۲۰۲۴ به تصویر کشیده است.
موفقیت کری با بازی در فیلم تلویزیونی سپری‌کردن در میپل درایو (۱۹۹۲) رقم خورد که برایش نامزد دریافت جایزهٔ امی ساعات پربیننده شد. او برای نقش‌های اصلی خود در نمایش ترومن (۱۹۹۸) و مرد روی ماه (۱۹۹۹) مورد توجه قرار گرفت و برای هر فیلم جایزهٔ گلدن گلوب دریافت کرد. او سپس در کنار کیت وینسلت در درام عاشقانه و علمی تخیلی درخشش ابدی یک ذهن پاک (۲۰۰۴) ایفای نقش کرد؛ این نقش‌آفرینی بارها به عنوان یکی از مهم‌ترین و اساسی‌ترین کارهای حرفه‌ای کری ستایش می‌شود و برایش نامزد دریافت جایزهٔ بفتای بهترین بازیگر مرد و جایزهٔ گلدن گلوب دیگری شد. او همچنین برای ایفای نقش در مجموعهٔ تراژیکمدی شوخی کردن مورد تحسین قرار گرفت و برایش نامزد دریافت جایزهٔ گلدن گلوب دیگری شد. گاردین از او به عنوان یکی از بهترین بازیگرانی یاد کرد که تاکنون نامزد دریافت جایزهٔ اسکار نشده‌اند.

## اوایل زندگی
کری در نیومارکت، انتاریو، کانادا، از کتلین (زادنام اورام)، خانه‌دار، و پرسی کری، موسیقی‌دان و حسابدار به دنیا آمد. او کاتولیک بزرگ شد و سه خواهر و برادر بزرگتر به نام‌های جان، پاتریشیا و ریتا دارد. مادرش فرانسوی، ایرلندی و اسکاتلندی‌تبار و پدرش اصالتاً فرانسوی-کانادایی بود. نام خانوادگی اصلی خانواده «Carré» بود.
در سن هشت سالگی، او شروع به چهره‌سازی در برابر آینه کرد و استعداد خود را در انجام تقلیدگری (امپرسیونیسم) کشف کرد. کری در ده‌سالگی نامه‌ای به کارول برنت از کارول برنت شو نوشت و به این نکته اشاره کرد که او اکنون استاد تقلیدگری بوده و باید برای ایفای نقشی در این سریال در نظر گرفته شود. وقتی او یک پاسخ نامه قالبی را دریافت کرد بسیار خوشحال شد. به عنوان یکی از طرفداران مانتی پایتان، که برنامه تلویزیونی سیرک پرنده مانتی پایتان آنها در دهه ۱۹۷۰ پخش شد، کری در سال ۲۰۱۴ در بهترین بیت‌های مونتی پایتان (بیشتر) ظاهر شد و تأثیر ارنست اسکریبلر (با بازی مایکل پیلین) از خنده‌دارترین جک جهان را که تا حد مرگ می‌خندید را به یاد آورد. رادیو تایمز نوشت: «شما همین الان خواهید دید که اجرای پالین به‌طور بی‌انتظاری کری‌مانند است.»
کری سال‌های اولیه‌اش را در اسکاربرو ، انتاریو، بخشی از متروپولیتن تورنتو گذراند و در آنجا در مدرسه ابتدایی کاتولیک بلسد ترینیتی در نورث یورک تحصیل کرد. خانواده او بعداً به برلینگتون، انتاریو نقل مکان کردند، جایی که آنها هشت سال را سپری کردند. جیم در آنجا در دبیرستان آلدرشات تحصیل کرد. مدتی بعد، خانواده او بی‌خانمان شدند و در یک ون فولکس واگن با هم زندگی می‌کردند در حالی که جیم نوجوان و برادرش ماه‌ها در یک چادر در پارک چارلز دیلی در ساحل دریاچه انتاریو در لینکلن، انتاریو زندگی می‌کردند. خانواده از نظر مالی با مشکل مواجه شد، با این حال، زمانی که پدرش در بخش حسابداری در کارخانه تایر چرخ‌های تایتان در اسکاربورو استخدام شد، وضعیت آنها شروع به بهبود کرد. علاوه بر این، در ازای زندگی در خانه روبروی کارخانه، خانواده—عمدتاً جیم و جان نوجوان—به عنوان سرایدار و نگهبان در کارخانه لاستیک‌سازی کار می‌کردند و از ساعت ۶ بعد از ظهر تا صبح روز بعد شیفت‌های هشت ساعته انجام می‌دادند. با بازگشت به اسکاربرو، جیم نوجوان قبل از ترک تحصیل در شانزدهمین سالگرد تولدش، شروع به حضور در مؤسسه کالج آگینکورت کرد. او شروع به اجرای کمدی در مرکز شهر تورنتو کرد در حالی که به کار در کارخانه ادامه داد.
کری در مصاحبه ای با همیلتون اسپکتیتور در سال ۲۰۰۷ گفت: «اگر حرفهٔ من در تجارت نمایشی شکل نمی‌گرفت، احتمالاً امروز هنوز در همیلتون، انتاریو، در کارخانه فولاد دوفاسکو کار می‌کردم.» به عنوان یک مرد جوان، او کارخانه‌های فولاد را در سراسر خلیج برلینگتون می‌دید و اغلب فکر می‌کرد که «محل کارهای عالی» آنجا باشد.

## حرفه

### ۱۹۷۷–۱۹۸۳: کارهای اولیه امپرسیونیسم در تورنتو
اولین تجربه استندآپ کمدی کری در سال ۱۹۷۷ و در سن ۱۵ سالگی اتفاق افتاد که در جریان آن پدرش در تلاش بود تا به او کمک کند یک تئاتر صحنه‌ای را تنظیم کند و او را به مرکز شهر تورنتو رساند تا در کلوپ کمدی یوک یوک خارج از مرکز اجتماعی زیرزمین ۵۱۹ در خیابان چرچ که به تازگی افتتاح شده بود، اجرا کند. کری نوجوان برای این اجرا یک کت و شلوار تفریحی پلی استر پوشیده بود که توسط مادرش انتخاب شده بود که استدلال کرده بود: «چون آنها در روست سلبریتی دین مارتین اینگونه لباس می‌پوشند». جوک‌های تقلیدی کری نوجوان آنقدر خوب عمل نکرد، و برایش ثابت شد که برای کلوبی با چنان حساسیت کمدی مناسب نبود و حتی باعث شد که او در مورد پتانسیل خود به عنوان یک سرگرم‌کننده حرفه‌ای شک کند. چند دهه بعد، مارک برسلین، مالک یوک یوک، با یادآوری اولین استندآپ کری، آن را به عنوان «ریچ لیتل بد» توصیف کرد. مشکلات مالی خانواده‌اش، حمایت از آرزوهای نمایشی کری را برای آنها دشوار کرد.
در نهایت، وضعیت مالی خانواده بهبود یافت و آنها به خانه جدیدی در جکسونز پوینت نقل مکان کردند. با ثبات بیشتر داخلی خانواده، کری در سال ۱۹۷۹ با یک اجرای زیباتر به صحنه بازگشت که منجر به اولین کنسرت پولی او در یک مکان ۲۰ دقیقه‌ای در کلوپ هی لافت در بزرگراه ۴۸ در اسکاربرو به مبلغ ۲۰ دلار کانادا شد. او به زودی با ترس‌های خود روبرو شد و به مرکز شهر بازگشت و به محل افتضاح خود از دو سال قبل بازگشت—یوک یوک که در این مدت به یک مکان دائمی در خیابان بی در منطقه شیک یورک ویل نقل مکان کرده بود. این نوجوان هفده ساله در مدت زمان کوتاهی از شب‌های با میکروفن باز در کلوب‌های کمدی به نمایش‌های معمولی پولی رفت و در این روند شهرت خود را ساخت.
با افزایش محبوبیت محلی کری در منطقه تورنتو به عنوان یک استندآپ کمدین امپرسیونیستی، او سعی کرد وارد صنعت اسکچ کمدی شود و برای بازیگری در فصل ۱۹۸۰–۱۹۸۱ سریال پخش زنده شنبه شب از ان‌بی‌سی، تست بازیگری داد. کری در نهایت توسط جین دومانیان تهیه‌کننده اجرایی جدید سریال انتخاب نشد که به جای او چارلز راکت ۳۱ ساله را انتخاب کردند. چند دهه بعد، کری پس از تثبیت خود به عنوان یک ستاره سینمای هالیوود، در مهٔ ۱۹۹۶، ژانویه ۲۰۱۱ و اکتبر ۲۰۱۴ میزبان محبوب این برنامه بود. کری در آن زمان پس از اینکه شنبه شب زنده دریافت نکرد، کار صداپیشگی را انجام داد و قطعات الهام گرفته از کلاچ کارگو را در آل نایت شو، یک برنامه شبانه که به صورت محلی با نام تلویزیون چندزبانه پخش می‌شد، آغاز کرد.
کریِ نوزده ساله در فوریه ۱۹۸۱، در ادامه اجرای استندآپ خود در شهر تورنتو و شهرهای اطراف، به عنوان بازیگر نمایشی گروه راک گودو در تئاتر راکسی در بری برای دو شب متوالی رزرو شد؛ جمعیت راک او را در خارج از صحنه هو کردند و او برای شب دوم حاضر به بازگشت نشد. با این حال، دو هفته بعد، تصویری قابل توجه از او در حال اجرای صحنه‌ای از تقلید او از سامی دیویس جونیور در صفحه اول بخش سرگرمی روزنامه تورنتو استار ظاهر شد و نویسنده بروس بلکادار در مورد او نوشت «یک ستارهٔ واقعی در حال ظهور است». به جز اشاره کوتاهی در بری اگزمینر، این اولین باری بود که کری پوشش رسانه‌ای اصلی شرکتی را دریافت کرد و تمجید درخشان در یکی از پرتیراژترین روزنامه‌های کانادا، تقاضا برای استندآپ امپرسیونیستی او را در سراسر کشور ایجاد کرد. در آوریل ۱۹۸۱، او در یک قسمت از برنامه تلویزیونی استندآپ ایمپراو ظاهر شد. تابستان همان سال، او یکی از نقش‌های اصلی را در معرفی… جنت انجام داد، تله‌فیلمی که در سپتامبر ۱۹۸۱ از سی‌بی‌سی برای اولین بار در کانادا پخش شد و بیش از یک میلیون بیننده را جذب کرد. این اولین نقش بازیگری کری بود که در آن در نقش کمیک امپرسیونیستی تونی مارونی ظاهر شد. تبلیغ سی‌بی‌سی که فیلم دریافت کرده بود و همچنین تعداد بالای بیننده آن در سراسر کشور، موقعیت کمدی این جوان را در کشور تقویت کرد. زمانی که این فیلم چندین سال بعد پخش خود را به پایان رساند، عنوان آن برای انتشار ویدیوی خانگی به رابرفیس تغییر کرد تا از امتیازات کمیک که در آن زمان برای ایجاد انطباق‌های پیچیدهٔ انقباض‌آمیز شناخته شده بود، استفاده کند. کری با حضور در کلوب‌های کمدی بیشتر در ایالات متحده مورد توجه کمدین رادنی دنگرفیلد قرار گرفت که با کری برای افتتاح اجراهای تور خود قرارداد امضا کرد. در دسامبر ۱۹۸۱، کری به عنوان یک کمدین معروف در کانادا شناخته می‌شد، و تورنتو استار گزارش داد که کری در انتظار مجوز کار در ایالات متحده است و علاقه‌ای را از برنامه امشب جانی کارسون دریافت کرده‌است که عمدتاً از شهرت او از کانادا خارج است.
در اوایل سال ۱۹۸۲، کری به عنوان بخشی از فرایند تست برنامه برای کمیک استندآپ، برای جیم مک کاولی و باد رابینسون، برندگان تونایت شو اجرا کرد. با این حال، به جای رزرو شدن در نمایش، به کری توصیه شد که کار خود را بیشتر کند، پس او به خانه خود به تورنتو بازگشت، جایی که قبلاً طرفداران قابل توجهی را ایجاد کرده بود. کری سپس در سرتاسر آمریکای شمالی به عنوان افتتاحیه رادنی دنگرفیلد فعالیت کرد و در ۱۹ ژوئن ۱۹۸۲ به شهر خانه خود تورنتو بازگشت تا دو نمایش کاملاً فروخته‌شده را در سالن مسی هال اجرا کند.

### ۱۹۸۳–۱۹۹۴: نقل مکان به هالیوود
در اوایل سال ۱۹۸۳، کری تصمیم گرفت به هالیوود نقل مکان کند، چون آنجا به‌طور منظم در کمدی استور اجرا می‌کرد. حضور در تونایت شو به هدف فوری حرفه‌ای او تبدیل شد، و در بهار سال ۱۹۸۳، به نظر می‌رسید که او پس از رزرو شدن برای یک اجرای استندآپ در این برنامه تلویزیونی با رتبه بالا در اواخر شب به آن دست یافته‌است. با این حال، پس از ارائه یک اجرای متوسط یا غیرقابل توجه در کلوپ کمدی ایمپراو، برگزارکنندگان برنامه تونایت شو تصمیم گرفتند رزرو او را لغو کنند. اگرچه کری در تلاش بود تا موفقیت خود را در لس آنجلس تکرار کند، اما او همچنان در زادگاهش تورنتو موفقیت بزرگی داشت، که در اواخر آوریل ۱۹۸۳ به آنجا بازگشت تا در سالن تئاتر بی. بی مگون در خیابان بلور در سه شب متوالی اجرا کند. در حالی که کری در شهر بود، سی‌تی‌وی در برنامه دبلیو۵ خود یک برنامه دربارهٔ کری انجام داد که به صورت ملی در کانادا پخش شد. در لس آنجلس، در عرض چند ماه، او نقش اصلی را در کارخانه اردک، یک سیتکام که برای ان‌بی‌سی در حال توسعه بود، دریافت کرد، و در اواخر نوامبر ۱۹۸۳، هنوز اولین نقش امپرسیونیستی خود را در نمایش امشب با جانی کارسون از طریق یک حضور تبلیغاتی برای اولین بار در لس آنجلس دریافت کرد که در حال شروع پخش ملی در ایالات متحده در همان شبکه بود. در همین حین، او برای یک نقش مکمل در فیلم کمدی یابنده صاحبه از برادران وارنر، که در اواخر تابستان ۱۹۸۳ در استان آلبرتای کانادا فیلمبرداری شد، انتخاب شد. کری ۲۱ ساله برای حضورش در تونایت شو که در روز شکرگزاری آمریکا پخش شد، محبوب‌ترین آثار امپرسیونیسم خود را از جمله: الویس پریسلی، لئونید برژنف، جک نیکلسون، بروس درن، کلینت ایستوود، چارلز برانسون، مایکل لندون، جیمز دین، ئی.تی. موجود فرازمینی، چارلز نلسون ریلی، شخصیت‌های سه پسر من، و کرمیت قورباغه و میس پیگی - به سرعت پشت سر هم انجام داد. پس از اتمام مجموعه خود، اگرچه کری علامت اوکی را از کارسون دریافت کرد، اما برای پیوستن به او روی کاناپه بعد از ست دعوت نشد. به‌طور معمول، دعوت شدن برای ملحق شدن به میزبان روی کاناپه، نشانه‌ای از اجرای تأثیرگذار یا با استقبال خوب بود. در پایان سال ۱۹۸۳ کری یک بار دیگر برای اجرای عمومی در شب سال نو در اتاق سلطنتی هتل رویال یورک به تورنتو بازگشت.
سیتکام کارخانه اردک که در ابتدا برای پخش در ژانویه ۱۹۸۴ برنامه‌ریزی شده بود، اولین بار در آوریل آغاز شد و پنجشنبه‌ها ساعت ۲۱:۳۰ بین چیرز و هیل استریت بلوز پخش می‌شد. در همان ماه، کری میزبان مراسم جوایز کسبی در سال ۱۹۸۴ شد که در تورنتو در سالن رقص هتل رویال یورک برگزار شد. در اواخر ژوئیه ۱۹۸۴، زمانی که او اولین حضور خود را در آخر شب با دیوید لترمن انجام داد، این شبکه کارخانه اردک را لغو کرد. کری با عمل امپرسیونیستی خود به تور بازگشت، از جمله اینکه اغلب برای رادنی دنگرفیلد افتتاحیه انجام می‌داد.
پس از اینکه کری توسط تهیه‌کننده ساموئل گلدوین جونیور در حال اجرای استندآپ مورد توجه قرار گرفت و برای تست بازیگری برای یک کمدی جنسی ترسناک نوجوانان که توسط شرکت ساموئل گلدوین ساخته می‌شد، مورد تماس گرفت، او در اوایل سال ۱۹۸۵ نقش اصلی را در فیلم یکبار گاز بگیر دریافت کرد. او به گرفتن نقش‌های سینمایی ادامه داد: در اواخر تابستان و اوایل پاییز ۱۹۸۵، او در پگی سو ازدواج کرد ساخته فرانسیس فورد کاپولا نقش مکمل را بازی کرد که در یک پروسه طولانی پس تولید قرار گرفت. به موازات آن، او تصمیم گرفت دوباره برای پخش زنده شنبه شب امتحان دهد، این بار پیش از فصل ۱۹۸۵–۱۹۸۶ سریال که توسط تهیه‌کننده اجرایی بازگشته لورن مایکلز آماده می‌شد که به دنبال استخدام یک بازیگر کاملاً جدید بود. کری بیست و سه ساله که پنج سال پیش از آزمون قبلی خود در SNL حذف شده بود، دوباره رد شد، و ظاهراً حتی هیچ فرصتی برای استماع مطالب خود پیدا نکرد—برداشت ترکیبی الویس پس از هولوکاست هسته‌ای و جعل هویت هنری فوندا از کنار برکه طلایی—در مقابل مایکلز تهیه‌کننده اجرایی به دلیل اینکه تهیه‌کنندگان و نویسندگان ارشد سریال ال فرنکن، توماس جیمز دیویس و جیم داونی تصمیم گرفتند که مایکلز شاید از آن خوشش نیاید. کری برخلاف رد قبلی SNL خود، اکنون علاوه بر استندآپ امپرسیونیستی خود، کمی حرفه سینمایی نیز داشت که باید دوباره به آن بازمی‌گشت. یکبار گاز بگیر در اواسط نوامبر ۱۹۸۵ اکران شد و علیرغم اینکه نقدهای ضعیفی دریافت کرد، به یک موفقیت متوسط در گیشه تبدیل شد.
در پاییز ۱۹۸۶، کری برای فصل آینده SNL که سومین تلاش او برای حضور در برنامه کمدی گروهی بود، تست داد. او اینبار برای تهیه‌کننده اجرایی سریال لورن مایکلز در استودیوی بربنک اجرا کرد و دنیس میلر، جان لاویتس و نورا دان نیز در حال تماشای آزمایش بودند، اما کری دوباره رد شد. در میان گروهی که در کنار کری به این مناسبت تست بازیگری دادند، دینا کاروی و فیل هارتمن بودند که هر دو استخدام شدند.
کری با احساس اینکه فقط انجام دادن تقلیدها به بن‌بست حرفه‌ای تبدیل می‌شود، شروع به ساخت یک کمدی زنده جدید کرد. با ناراحتی صاحبان کلوپ‌های کمدی که او را رزرو کرده بودند، او شروع به کنار گذاشتن تقلید از افراد مشهور کرد، و به جای آن تصمیم گرفت کمدی مشاهده‌ای و شخصیتی را به کارنامه کمدی خود اضافه کند، فرآیندی که اغلب شامل مجبور کردن خود به بداهه گویی در مقابل تماشاگران زنده ناراضی بود که آمده بودند تا او را در حال انجام تقلیدهای امپرسیونیسم ببیند.
کری از سال ۱۹۹۰ تا ۱۹۹۴ یکی از بازیگران ثابت مجموعه تلویزیونی کمدی رنگ‌های زنده بود. در حالی که این برنامه عمر کوتاهی داشت، محبوبیت این سریال به او کمک کرد تا اولین نقش‌های مهم سینمایی خود را به دست آورد.

### ۱۹۹۴–۱۹۹۸: رسیدن به شهرت
کری نقش اصلی را در فیلم ایس ونچورا: کارآگاه حیوانات بازی کرد که در فوریه ۱۹۹۴ اکران شد و در ایالات متحده و کانادا ۷۲ میلیون دلار فروش داشت. پس از موفقیت و قبل از اکران فیلم بعدی‌اش، ماسک، که پیش‌بینی می‌شد موفقیت دیگری باشد، مورگان کریک انترتینمنت به او ۵ میلیون دلار برای بازی در نقش ایس ونتورا پرداخت کرد و نیو لاین سینما به او پیشنهادی ۷ میلیون دلاری برای ساخت یک دنباله از ماسک را داد و همچنین به او ۷ میلیون دلار برای حضور در خنگ و خنگ‌تر پرداخت کرد که دستمزدش را تقریباً ده برابر نسبت به ایس ونتچورا افزایش داد. ماسک که در ژوئیه ۱۹۹۴ منتشر شد، ۳۵۱ میلیون دلار در سراسر جهان فروخت، و خنگ و خنگ‌تر که در دسامبر ۱۹۹۴ منتشر شد، موفقیت تجاری دیگری بود که بیش از ۲۷۰ میلیون دلار در سراسر جهان فروش داشت. کری اولین نامزدی جایزه گلدن گلوب خود را برای بهترین بازیگر مرد برای بازی در ماسک دریافت کرد و در نظرسنجی ده ستاره پول‌ساز برتر پس از تام هنکس در رتبه دوم قرار گرفت.

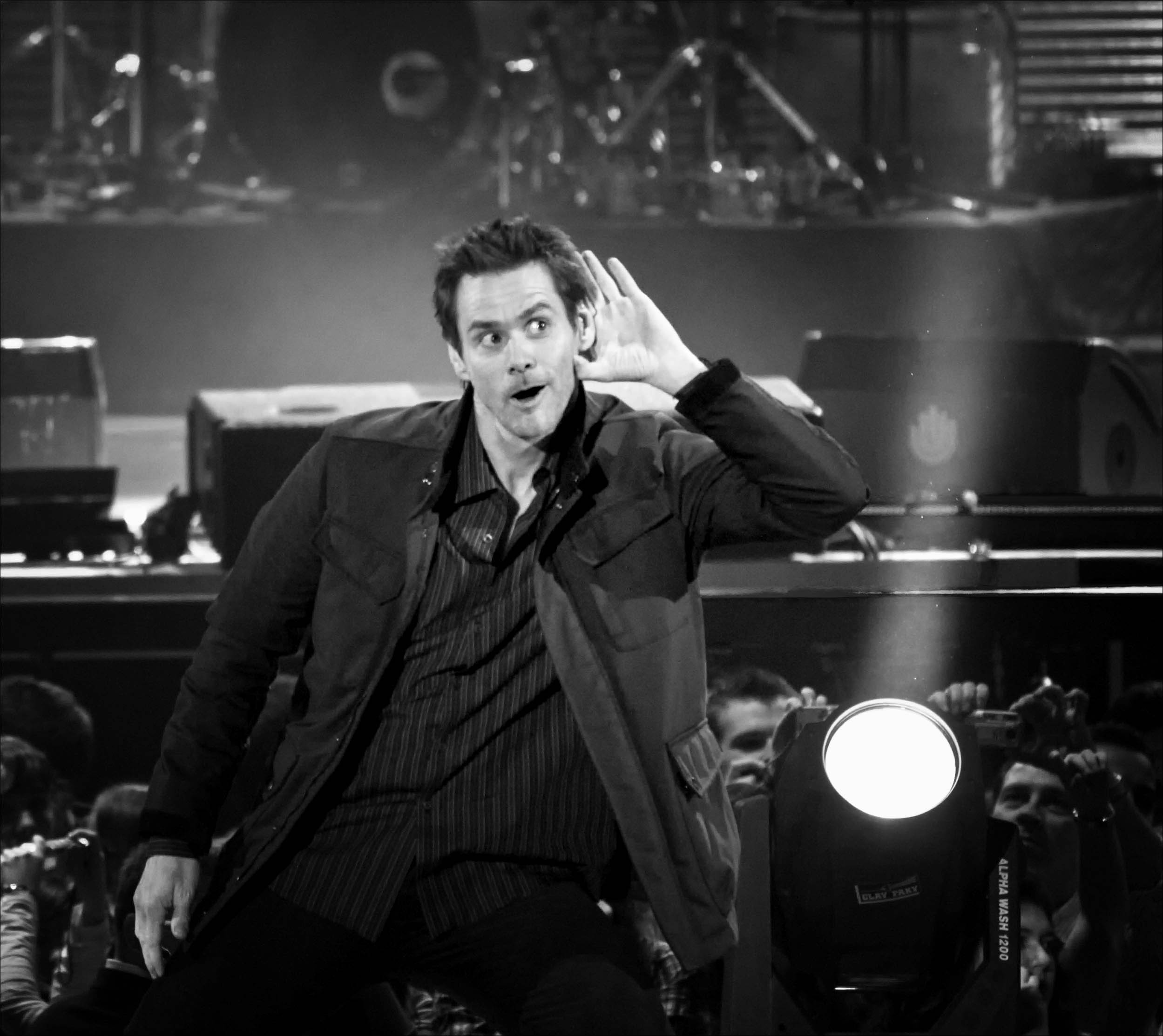
کری در اسپانیا در سال ۲۰۰۸

کری در فیلم ابرقهرمانی بتمن برای همیشه (۱۹۹۵) به کارگردانی جوئل شوماخر، نقش ریدلر شخصیت مقابل بتمن را بازی کرد. این فیلم نقدهای متفاوتی دریافت کرد، اما در گیشه موفق بود. او نقش خود را به عنوان ایس ونچورا در ایس ونچورا: هنگامی که طبیعت فرا می‌خواند که همچنین در ۱۹۹۵ منتشر شد، تکرار کرد. مانند فیلم اصلی، این فیلم نیز مورد استقبال مردم قرار گرفت، اما نزد منتقدان با استقبال ضعیفی مواجه شدند. این فیلم موفقیت بزرگی در گیشه بود و ۲۱۲ میلیون دلار در سراسر جهان به دست آورد و علاوه بر آن با شکستن چندین رکورد، افتتاحیه آخر هفته ۴۰ میلیون دلاری داشت.
کری به اولین بازیگری تبدیل شد که برای فیلم بعدی خود، پسر کابلی (۱۹۹۶) مبلغ ۲۰ میلیون دلار دستمزد دریافت کرده است. این فیلم به کارگردانی بن استیلر یک طنز کمدی سیاه بود که در آن کری نقش یک نصاب تلویزیون کابلی تنها و تهدیدآمیز را بازی می‌کرد که در زندگی یکی از مشتریانش (با بازی متیو برودریک) نفوذ می‌کند. این نقش یک انحراف از شخصیت‌های «بی‌آرام، فوق‌العاده، بیش از حد اعتماد به نفس» بود که او توسط آن‌ها شناخته می‌شد. با این حال، فیلم نزد اکثر منتقدان خوب عمل نکرد، و بسیاری به تغییر لحن کری نسبت به فیلم‌های قبلی واکنش نشان دادند. کری همچنین در موزیک ویدیو آهنگ پایانی فیلم به نام «رهایم کن» اثر جری کنترل بازی کرد. با وجود نقدها، پسر کابلی ۱۰۲ میلیون دلار در سراسر جهان فروش داشت.
او به زودی با کمدی دروغگو دروغگو (۱۹۹۷) که مورد تحسین منتقدان قرار گرفت، با بازی در نقش فلچر رید، وکیلی غیراخلاقی که توسط آرزوی تولد پسر کوچکش قادر به دروغ گفتن نیست، بازگشت. کری به خاطر بازی‌اش مورد تحسین منتقدان قرار گرفت و برای دومین بار نامزد جایزه گلدن گلوب بهترین بازیگر مرد شد. جانت ماسلین از نیویورک تایمز نوشت: «آقای کری در دوران حرفه‌ای پرفراز و نشیب‌اش، بالاخره در یک وسیله کمدی ساده ظاهر شد، و نتایج آن بسیار وحشی‌تر و خنده‌دارتر از آن چیزی است که این داستان پیش پا افتاده اجازه آن را می‌داد.»

### ۱۹۹۸–۲۰۰۷: تحسین منتقدان
سال بعد او تصمیم گرفت برای ایفای نقش ترومن بربنک در فیلم کمدی-درام نمایش ترومن (۱۹۹۸) دستمزد خود را کاهش دهد. این فیلم بسیار مورد تحسین قرار گرفت و کری را مورد تحسین بین‌المللی بیشتری قرار داد و باعث شد بسیاری تصور کنند که او نامزد جایزه اسکار خواهد شد. او برنده جایزه گلدن گلوب بهترین بازیگر مرد در فیلم درام شد اما نامزدی جایزه اسکار را دریافت نکرد. نمایش ترومن یک موفقیت تجاری بزرگ بود و ۲۶۴ میلیون دلار در سراسر جهان در برابر بودجه ۶۰ میلیون دلاری فروش کرد. یک منتقد فیلم۴ اظهار داشت که این فیلم «به کری اجازه می‌دهد تا از کمدی گسترده فاصله بگیرد» و افزود که «یک طنز خنده دار و نفس گیر است.»
در همان سال، کری به عنوان نسخه‌ای تخیلی از خودش در قسمت آخر نمایش لری سندلینگ به کارگردانی گری شندلینگ ظاهر شد، که در آن او عمداً به شخصیت شنلینگ نفوذ کرد. کری در سال ۱۹۹۹ نقش اصلی مرد روی ماه را بر عهده داشت. او کمدین اندی کافمن را به تصویر کشید که مورد تحسین منتقدان قرار گرفت و دومین گلدن گلوب خود را به صورت متوالی دریافت کرد، اما باز هم نامزد دریافت جایزه اسکار نشد. علاوه بر این، او اولین نامزدی جایزه انجمن بازیگران سینما را برای بهترین بازیگر مرد دریافت کرد.
در سال ۲۰۰۰، کری با برادران فارلی، که قبلاً با او در خنگ و خنگ‌تر همکاری کرده بودند، برای فیلم کمدی سیاه من، خودم و آیرین دوباره همکاری کرد، فیلمی که نقدهای متفاوتی دریافت کرد، اما از موفقیت گیشه برخوردار بود. کری نقش سرباز دولتی چارلی بیلی‌گیتس را بازی کرد که دارای اختلال تجزیه هویت است و عاشق زنی می‌شود که توسط رنی زلوگر به تصویر کشیده شد. در همان سال، کری در دومین فیلم پردرآمد کریسمس تمام دوران بازی کرد، چگونه گرینچ کریسمس را دزدید، با بازی در نقش شخصیت اصلی، که برای آن مورد تحسین و انتقاد منتقدان و نامزدی گلدن گلوب قرار گرفت.
کری برای فیلم بلند بعدی خود در کنار جنیفر آنیستون و مورگان فریمن در کمدی موفق بین‌المللی بروس قادر مطلق (۲۰۰۳) از تام شادیاک بازی کرد. کری نقش یک خبرساز تلویزیونی را بازی کرد که به‌طور غیرمنتظره‌ای توانایی‌های قادر مطلق خداوند را زمانی که خدا تصمیم می‌گیرد به تعطیلات برود، دریافت می‌کند. این فیلم پس از اکران نقدهای متفاوتی دریافت کرد اما همچنان به موفقیت مالی دست یافت و بیش از ۴۸۴ میلیون دلار در سراسر جهان درآمد داشت، و تبدیل به هفدهمین کمدی پردرآمد تمام دوران شد.
در سال ۲۰۰۴، کری در فیلم آفتاب ابدی یک ذهن پاک بازی کرد. این فیلم پس از اکران مورد تحسین منتقدان قرار گرفت. منتقدان نقش کری به عنوان جوئل باریش را به‌علاوه بازی کیت وینسلت که نامزد دریافت جایزه اسکار شده بود، بسیار تحسین کردند. به گفته پل کلینتون، منتقد سی‌ان‌ان، بازی کری «بهترین، بالغ‌ترین و با تمرکز دقیق‌ترین بازی وی تاکنون» بوده‌است. کری یک نامزدی دیگر برای گلدن گلوب و اولین نامزدی جایزه بفتا برای بهترین بازیگر مرد دریافت کرد.

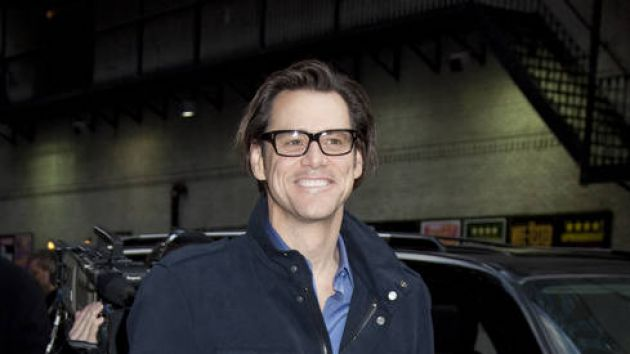
کری در حال قدم‌زدن به سوی تئاتر اد سالیوان، محل برگزاری برنامه آخر وقت با دیوید لترمن، در سال ۲۰۱۰

حضور بعدی کری در سال ۲۰۰۴ در فیلم کمدی سیاه و فانتزی سرگذشت ناگوار، داستان‌های لمونی اسنیکت بود که بر اساس رمان‌های کودکانه به همین نام ساخته شد. این فیلم با استقبال مثبت روبرو شد. دژان تامسون از واشینگتن پست دربارهٔ رویکرد کری به شخصیت کنت اولاف گفت: «اولاف یک شخصیت شرور بی طنز در کتاب است. او اصلاً مثل کری سرگرم‌کننده نیست. من به آن اینطور پاسخ می‌دهم: اگر نمی‌توانید اجازه دهید کری، کری باشد، یک نفر خسته‌کننده و کم‌هزینه را در نقش او قرار دهید. او در لباس‌های مختلفش، به صورت لاستیکی، مبتکر و الهام‌گرفته از بداهه است. من به خصوص تقلید گذرای او از دایناسور را دوست داشتم.»
در همان سال، کری به پیاده‌روی مشاهیر کانادا راه یافت. در سال ۲۰۰۵، کری در بازسازی شوخی با دیک و جین با تیا لئونی بازی کرد که با سود ۱۰۰ میلیون دلاری، با فروش کلی ۲۰۰ میلیون دلار داشت.

### ۲۰۰۷–۲۰۱۸: تغییر در سرعت
کری دوباره با جوئل شوماخر، کارگردان بتمن برای همیشه، برای بازی در شماره ۲۳ (۲۰۰۷)، یک فیلم دلهره آور روانشناختی با همبازی‌هایش ویرجینیا مادسن و دنی هوستون متحد شد. کری در این فیلم نقش مردی را بازی می‌کند که پس از یافتن کتابی دربارهٔ مردی با همین وسواس، شیفته عدد ۲۳ می‌شود. این فیلم مورد توجه منتقدان قرار گرفت. سال بعد کری صداپیشه هورتون صدایی می‌شنود (۲۰۰۸) از دکتر زوس شد. کری صداپیشگی هورتون فیل را برای انیمیشن CGI بر عهده داشت که با فروش بیش از ۲۹۰ دلار میلیون در سراسر جهان در گیشه موفق بود.
کری سپس به کمدی لایو اکشن بازگشت و در کنار زوئی دشانل و بردلی کوپر در مرد بله‌گو (همچنین ۲۰۰۸) بازی کرد. کری نقش مردی را بازی می‌کند که برای یک برنامه خودیاری ثبت نام می‌کند که به او یاد می‌دهد به همه چیز بله بگوید. رنه رودریکز از میامی هرالد، علیرغم اینکه نقدهای متفاوتی وجود دارد، اظهار داشت: «مرد بله‌گو تا جایی که کمدی‌های جیم کری مطرح می‌شوند عالی است، اما به عنوان یک داستان عاشقانه که اتفاقاً باعث خنده شما می‌شود، حتی بهتر است.» این فیلم ۲۲۵ میلیون دلار در گیشه در سراسر جهان به دست آورد.
از سال ۲۰۰۹، کار کری شامل نقش اصلی در فیلم گلن فیکارا و جان ریکوآ، دوستت دارم فیلیپ موریس بود که در ژانویه ۲۰۰۹ در جشنواره فیلم ساندنس نمایش داده شد و در فوریه ۲۰۱۰ اکران گسترده‌ای دریافت کرد. کری نقش استیون جی راسل، یک کلاهبردار، شیاد و چند فراری از زندان را بازی می‌کند که عاشق هم زندانی خود، فیلیپ موریس (با بازی ایوان مک‌گرگور) می‌شود. این فیلم تا حد زیادی نقدهای مثبتی دریافت کرد و دیمون وایز از تایمز به فیلم چهار از پنج ستاره داد و گفت: «دوستت دارم فیلیپ موریس یک فیلم خارق‌العاده است که یادآوری می‌کند که کری چقدر می‌تواند عالی باشد اگر بند به یک بازیگر مردم پسند هالیوودی نباشد. زمان‌بندی کمدی او مثل همیشه عالی باقی می‌ماند.»

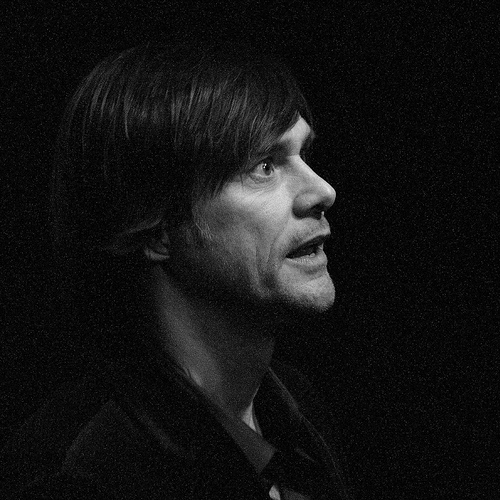
کری در سال ۲۰۱۱

کری برای اولین بار در کار خود چندین شخصیت را در انیمیشن سه بعدی دیزنی از داستان کلاسیک چارلز دیکنز، یعنی سرود کریسمس (۲۰۰۹) به تصویر کشید و صدای ابنزر اسکروج و ارواح کریسمس گذشته، حال و آینده را به تصویر کشید. در این فیلم به کارگردانی رابرت زمکیس، رابین رایت، باب هاسکینز، کالین فرث، گری اولدمن و کری الوز نیز ایفای نقش کردند. این فیلم نقدهای مناسبی دریافت کرد و موفقیت مالی خوبی داشت. کری سپس نقش اصلی را در پنگوئن‌های آقای پاپر (۲۰۱۱) با بازی تام پاپر جونیور، مشاور ملکی که سرپرست خانواده‌ای از پنگوئن‌ها می‌شود، به دست آورد. این فیلم پس از اکران با استقبال متفاوتی روبرو شد.
او در کنار همبازی سابقش استیو کرل در فیلم کمدی برت واندراستون باورنکردنی (۲۰۱۳) به کارگردانی دن اسکاردینو بازی کرد. کری نقش استیو گری، یک جادوگر خیابانی خطرناک را بازی کرد که برت واندرستون (با بازی کرل)، شعبده باز موفق سابق را تحت الشعاع قرار می‌دهد. این فیلم در مارس ۲۰۱۳ با نقدهای متفاوت اکران شد و عملکرد قابل توجهی در گیشه نداشت و کمی بیش از ۲۷ میلیون دلار با بودجه ۳۰ میلیون دلاری فروش داشت.
تقریباً در همان زمان، او در کیک-اس ۲ (همچنین در سال ۲۰۱۳) در نقش کلنل استارز اند استرایپز ظاهر شد. اما فقط دو ماه قبل از اکران فیلم، حمایت خود را از آن پس گرفت. او بیانیه‌ای را از طریق حساب توییتر خود منتشر کرد که با توجه به تیراندازی دبستان سندی هوک، «اکنون با وجدان کامل نمی‌توانم از آن سطح از خشونت حمایت کنم.»
پیتر فارلی در آوریل ۲۰۱۲ گفت که کری و جف دانیلز برای دنباله‌ای بر خنگ و خنگ‌تر با عنوان خنگ و خنگ‌تر ۲، با نویسندگی و کارگردانی برادران فارلی بازخواهند گشت که تولید آن برای سپتامبر ۲۰۱۲ برنامه‌ریزی شده‌است. با این حال، در ماه ژوئن، نماینده کری گفت که کری پروژه را ترک کرده‌است، زیرا کمدین احساس می‌کرد که نیو لاین و برادران وارنر نسبت به آن علاقه ندارند. با این حال، در ۱ اکتبر ۲۰۱۲، یاهو! این خبر را منتشر کرد که فیلمنامه کامل شده‌است و بازیگران اصلی، کری و دانیلز، دوباره نقش‌های خود را تکرار خواهند کرد. طرح داستان شامل این بود که یکی از شخصیت‌ها فرزندی را سرپرستی می‌کرد و باید آنها را برای به دست آوردن یک کلیه پیدا کند. خنگ و خنگ‌تر ۲ در نوامبر ۲۰۱۴ منتشر شد.
در مارس ۲۰۱۳، کری اعلام کرد که کتابی برای کودکان با عنوان چگونه رولند رول می‌زند، دربارهٔ موجی ترسناک به نام رولند نوشته‌است. او آن را «نوعی داستان متافیزیکی کودکانه» توصیف کرد که به شیوه‌ای واقعاً کودکانه به چیزهای سنگین زیادی می‌پردازد. کری این کتاب را خود منتشر کرد که در سپتامبر ۲۰۱۳ منتشر شد
در ۲۵ مارس ۲۰۱۳، کری یک موزیک ویدیوی پارودی با ایلز از طریق فانی اور دای منتشر کرد که در آن کری جایگزین مارک اولیور اورت در خوانندگی می‌شود. این آهنگ و ویدیو با عنوان «دست مرده سرد» و به عنوان یک کنش موزیکال در طول برنامه واریته هی هاو، فرهنگ اسلحه آمریکایی و به ویژه سخنگوی سابق انجمن ملی سلاح یعنی چارلتون هستون را به نمایش می‌گذارد.
کری در می ۲۰۱۴ در دانشگاه بین‌المللی ماهاریشی در فیرفیلد، آیووا، سخنرانی آغاز کرد و دکترای افتخاری را برای دستاوردهایش به عنوان کمدین، هنرمند، نویسنده و بشردوست دریافت کرد.
کری یک تهیه‌کننده در رابل کینگز بود، یک فیلم مستند در سال ۲۰۱۵ که رویدادهای قبل و بعد از نشست صلح خیابان هو را به تصویر می‌کشد.
در ۲۹ اوت ۲۰۱۴، کری توسط اداره پست کانادا با یک تمبر پستی با نسخه محدود با پرتره خود بر روی آن تجلیل شد.
در ژوئن ۲۰۱۷، شوتایم شروع به پخش درام من این بالا می‌میرم کرد، که کری به عنوان تهیه‌کننده اجرایی آن خدمت می‌کرد. این نمایش که داستان گروهی از استندآپ کمدین‌های لس آنجلسی دهه ۱۹۷۰ است، جنبه‌هایی از تجربه خود کری را در بر می‌گیرد. در سپتامبر همان سال، همان شبکه اعلام کرد که او در یک سریال کمدی به نام شوخی کردن بازی خواهد کرد که کری و کارگردان میشل گوندری را دوباره به هم می‌پیوندد. در پایان سال ۲۰۱۷، اعلام شد که کاترین کینر در کنار کری در آن بازی خواهد کرد.
کری همچنین سوژه دو مستند در سال ۲۰۱۷ بود. اولین مورد، موضوع کوتاهی با عنوان من رنگ نیاز داشتم دربارهٔ اشتیاق مادام العمر او به هنر، در تابستان به صورت آنلاین منتشر شد. بعداً در همان سال، مستند دیگری جیم و اندی: فراتر از بزرگی، در جشنواره فیلم ونیز به نمایش درآمد و بعداً توسط نتفلیکس انتخاب شد. این فیلم داستان درام پشت صحنه فیلم مرد روی ماه را روایت می‌کند، و زمانی را نشان می‌دهد که او هرگز شخصیت خود را به عنوان اندی کافمن نشکست. این فیلم شامل قطعه‌ای بود که برای کیت مطبوعاتی الکترونیکی فیلم گرفته شده بود، اما در نهایت توسط یونیورسال لغو شد، زیرا آنها احساس می‌کردند که بسیار آسیب‌رسان است.

### ۲۰۱۸–اکنون

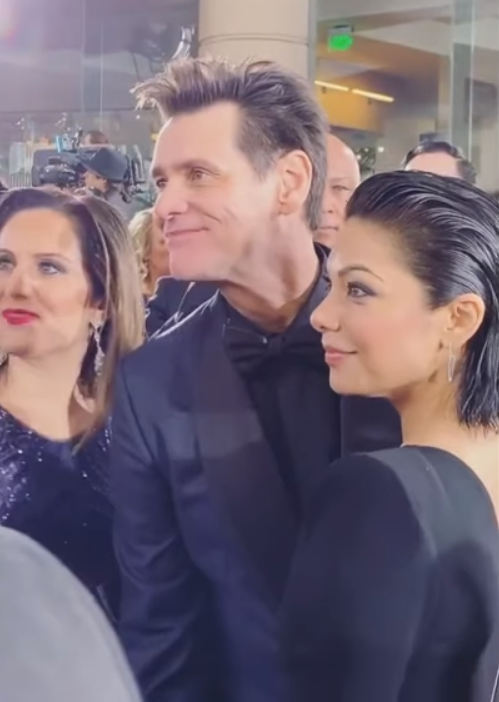
کری در گلدن گلوب ۲۰۱۹

در ژوئن ۲۰۱۸، کری در نقش آنتاگونیست اصلی سری بازی‌های ویدیویی سونیک خارپشت یعنی دکتر اگمن / روباتنیک، در اقتباسی سینمایی از این فرنچایز انتخاب شد. این فیلم در فوریه ۲۰۲۰ اکران شد و بازخوردهای مثبتی دریافت کرد و در گیشه موفق بود. نقش کری از دکتر اگمن مورد تحسین منتقدان قرار گرفت و برخی آن را یکی از بهترین بازی‌های او در سال‌های اخیر دانستند. کری برای سونیک خارپشت ۲ که در آوریل ۲۰۲۲ اکران شد، بازگشت، که در آخر هفته اول ۷۲ میلیون دلار در باکس آفیس ایالات متحده فروش داشت و بهترین افتتاحیه دوران حرفه‌ای کری تا به امروز محسوب شده‌است.
در سال ۲۰۲۰، کری کتاب خاطرات و اطلاعات غلط را منتشر کرد. در ماه سپتامبر، در طی مراحل پایانی انتخابات ریاست جمهوری ۲۰۲۰ ایالات متحده، اعلام شد که کری نامزد ریاست جمهوری جو بایدن را در چهل و ششمین فصل برنامه پخش زنده شنبه شب به تصویر می‌کشد و این نقش را از جیسون سودیکیس، وودی هرلسون و جان مولانی بر عهده می‌گیرد. با این حال، سبک کمدی پر انرژی کری با شخصیت واقعی بایدن در تضاد بود و تقلیدی را تولید کرد که فاقد اصالت بود و نتوانست بینندگان و منتقدان را تحت تأثیر قرار دهد. در ۱۹ دسامبر ۲۰۲۰، کری اعلام کرد که از بازی در نقش بایدن در پخش زنده شنبه شب کناره‌گیری می‌کند و اظهار داشت که قراردادی شش هفته‌ای داشته‌است. الکس موفات، یکی از بازیگران، موفق شد کری را در نقش بایدن در جریان باز سرد اپیزود که کریستن ویگ در همان روز میزبانی می‌کرد، بازی کند.
کری به عنوان راوی آلبوم دان اف ام از د ویکند ظاهر شد که در ۷ ژانویه ۲۰۲۲ منتشر شد.
در آوریل ۲۰۲۲، کری اعلام کرد که به فکر بازنشستگی از صنعت فیلم است و اینطور توضیح داد: «برای من دیگه کافی است. من به اندازه کافی انجام دادم. من خودم کافی هستم.» وقتی از او پرسیدند که آیا هرگز برمی‌گردد، پاسخ او این بود: «بستگی داره. اگر فرشته‌ها یک فیلمنامهٔ نوشته‌شده با جوهر طلایی برای من بیارند که به من بگه دیدنش برای مردم واقعاً مهمه، شاید روی این جاده باقی بمونم، اما فعلاً به استراحت نیاز دارم». در فوریه ۲۰۲۴، کری اعلام کرد که دوباره در نقش دکتر روباتنیک در سونیک خارپشت ۳ بازی خواهد کرد.

## زندگی شخصی
کری از افسردگی رنج می‌برد و سال‌ها برای مبارزه با علائم آن داروی فلوکستین را مصرف می‌کرد. اگرچه او بعداً اظهار داشت که دیگر هیچ دارو یا هیچ محرکی از جمله قهوه نیز مصرف نمی‌کند.
او در اکتبر ۲۰۰۴ تابعیت ایالات متحده را دریافت کرد و اکنون تابعیت دوگانه ایالات متحده و زادگاهش کانادا را دارد.
در نوامبر ۲۰۲۲، وزارت امور خارجه روسیه ورود ۱۰۰ فرد کانادایی به روسیه، از جمله جیم کری، را ممنوع کرد که اعلام شد به عنوان اقدامی متقابل برای تحریم‌های بین‌المللی که به دلیل تهاجم روسیه به اوکراین وضع شده بود، انجام پذیرفت.

### روابط

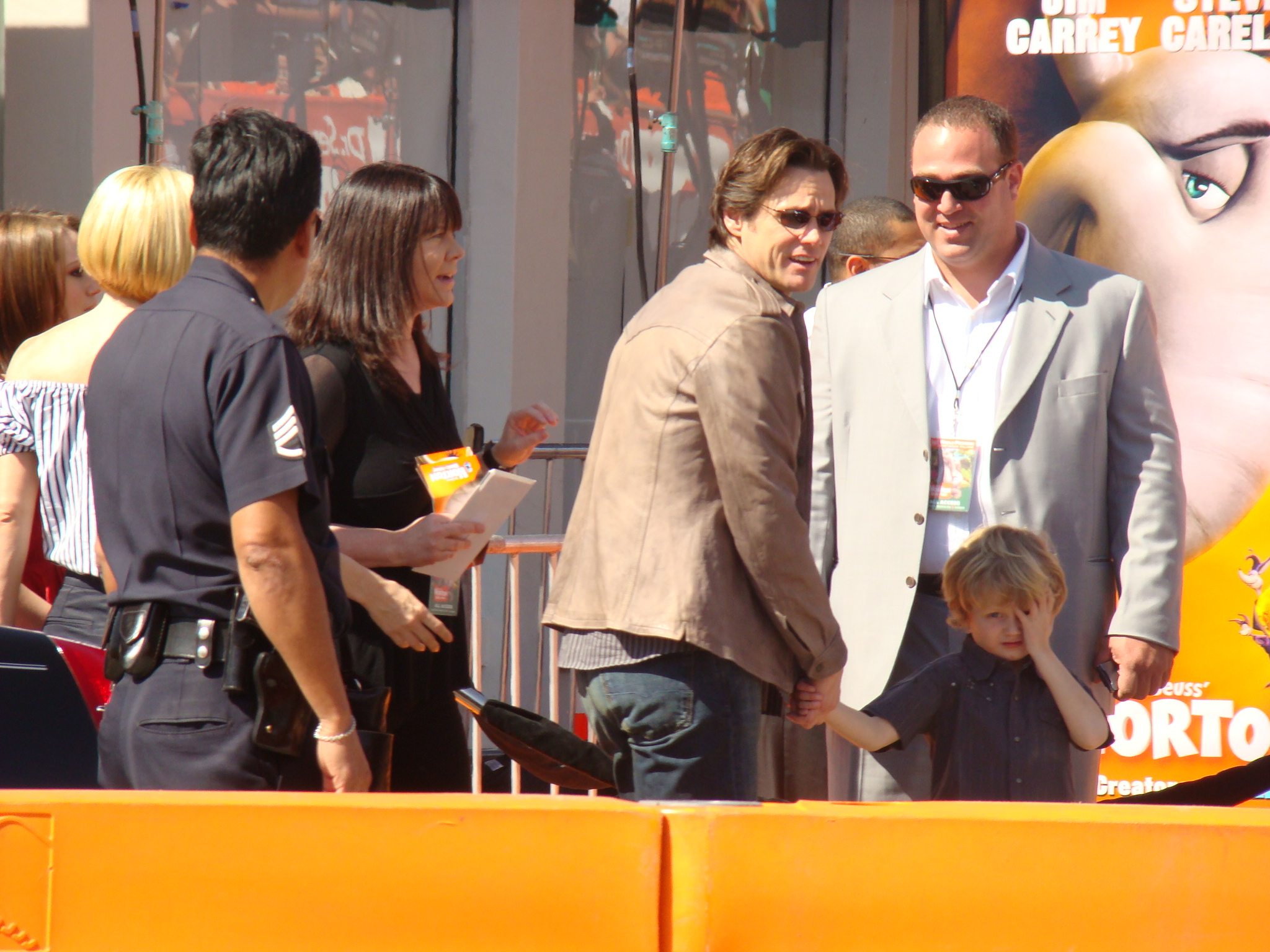
کری به همراه خانواده‌اش در اولین نمایش هورتون صدایی می‌شنود در سال ۲۰۰۸

در سال ۱۹۸۳، جیم کری به مدت هشت ماه با خواننده لیندا رانستد دیدار می‌کرد. کری دو بار ازدواج کرده‌است. اولین ازدواج او با ملیسا وومر بازیگر سابق و پیشخدمت کمدی استور بود که در ۲۸ مارس ۱۹۸۷ با او ازدواج کرد. دختر آنها، جین ارین کری، در ۶ سپتامبر ۱۹۸۷ به دنیا آمد. کری و وومر در سال ۱۹۹۵ طلاق گرفتند.
در ۲۳ سپتامبر ۱۹۹۶، کری با لورن هالی، همبازی خود در فیلم خنگ و خنگ‌تر، ازدواج کرد. این ازدواج کمتر از یک سال به طول انجامید. از سال ۱۹۹۹ تا ۲۰۰۰، کری با همبازی خود، رنه زلوگر از فیلمشان من، خودم و آیرین نامزد کرد. جنیوری جونز در سال ۲۰۰۲ با کری در رابطه بود. کری در سال ۲۰۰۵ با مدل و بازیگر جنی مک‌کارتی آشنا شد و در ژوئن ۲۰۰۶ رابطه خود را علنی کرد. در آوریل ۲۰۱۰، این دو به رابطه خود پایان دادند. در اکتبر ۲۰۱۰، مک‌کارتی گفت که آنها دوستان خوبی باقی مانده‌اند.
کری در سال ۲۰۱۲ با کاتریونا وایت ملاقات کرد، یک آرایشگر از شهرستان تیپراری، ایرلند. آنها بین سال‌های ۲۰۱۲ و ۲۰۱۵ با هم ملاقات می‌کردند. در ۲۸ سپتامبر ۲۰۱۵، وایت در اثر مصرف بیش از حد داروی تجویزی مرده پیدا شد. دادگاه پزشکی شهرستان لس آنجلس این مرگ را خودکشی اعلام کرد. کری در مراسم تشییع جنازه او در کاپاوایت، ایرلند، یکی از حاملان تابوت بود.
کری با دوست دخترش جینجر گونزاگا در هفتاد و ششمین مراسم گلدن گلوب در ژانویه ۲۰۱۹ شرکت کرد. این زوج پس از کمتر از یک سال آشنایی از یکدیگر جدا شدند.

## گزیدهٔ فیلم‌شناسی
- کاپر مانتن (۱۹۸۳)
- پگی سو ازدواج کرد (۱۹۸۶)
- استخر مرده (۱۹۸۸)
- دختران زمینی بی‌قید و بندند (۱۹۸۹)
- ایس ونچورا: کارآگاه حیوانات (۱۹۹۴)
- ماسک (۱۹۹۴)
- احمق و احمق‌تر (۱۹۹۴)
- بتمن برای همیشه (۱۹۹۵)
- ایس ونچورا: هنگامی که طبیعت فرا می‌خواند (۱۹۹۵)
- پسر کابلی (۱۹۹۶)
- دروغگو دروغگو (۱۹۹۷)
- نمایش ترومن (۱۹۹۸)
- مرد روی ماه (فیلم) (۱۹۹۹)
- من، خودم و آیرین (۲۰۰۰)
- چگونه گرینچ کریسمس را دزدید (۲۰۰۰)
- مجستیک (۲۰۰۱)
- بروس قادر مطلق (۲۰۰۳)
- درخشش ابدی یک ذهن پاک (۲۰۰۴)
- سرگذشت ناگوار، داستان‌های لمونی اسنیکت (۲۰۰۴)
- شوخی با دیک و جین (۲۰۰۵)
- هورتون صدایی می‌شنود (۲۰۰۸) (صدا)
- مرد بله‌گو (۲۰۰۸)
- دوستت دارم فیلیپ موریس (۲۰۰۹)
- سرود کریسمس (۲۰۰۹)
- پنگوئن‌های آقای پاپر (۲۰۱۱)
- برت واندراستون باورنکردنی (۲۰۱۳)
- کیک-اس ۲ (۲۰۱۳)
- احمق و احمق‌تر ۲ (۲۰۱۴)
- جنایت‌های تاریک (۲۰۱۶)
- شوخی کردن (مجموعهٔ تلویزیونی، ۲۰۱۸)
- سونیک خارپشت (۲۰۲۰)
- سونیک خارپشت ۲ (۲۰۲۲)
- سونیک خارپشت ۳ (۲۰۲۴)

## یادداشت
1. ↑  Carreyesque
2. ↑  The Improv
3. ↑  "It depends. If the angels bring some sort of script that's written in gold ink that says to me that it's going to be really important for people to see, I might continue down the road, but I'm taking a break."